# Gawayn
Gawayn est une série télévisée d'animation slapstick franco-italo-belgo-luso-helvéto-canadienne de 104 épisodes de 13 minutes, créée par Jan Van Rijsselberge et diffusée à partir du 29 juin 2009 sur France 3 dans l'émission Toowam.
Par la suite, Gawayn a été rediffusé sur Canal+ Family et Gulli depuis 2010. Le titre de la série fait référence au neveu du roi Arthur, Gauvain.

## Synopsis
Gawayn se déroule au Moyen Âge avec des chevaliers, des princes et princesses, de la magie, des dragons et des sorciers. Victime d'un sortilège, la princesse Gwendoline est chassée de son trône et réduite à une toute petite taille par le méchant le Duc (Duc d'Amaraxos) et son ami cafard, Rex. Avec ses compagnons, elle poursuit la quête du cristal de Gawayn qui doit lui rendre sa taille et son trône. Elle est aidée de Sire Roderick, benêt chevalier et prétendant, William, jeune écuyer de onze ans, accompagné de sa sœur Fériel, apprentie magicienne peu douée possédant le Grand livre magique et enfin, Xiao-Long, jeune sage chinois, cuisinier et combattant le plus fort du groupe.
Ils croisent souvent Jenny la Gitane, qui leur met des bâtons dans les roues, tandis que le Duc, voulant conserver le trône, ne cesse de leur envoyer guerriers et ennuis. Les Aventuriers ont bien d'autres ennemis comme l'Araignée (lapin maître du déguisement), Bob-Bob (magicien répétant toujours ses phrases), Percy Pong (agent secret fourbe), la mère du Duc (bien plus dangereuse que son fils), les castors (jumeaux maléfiques adeptes de la magie et de la science), Wizard (sorcier vivant dans le château du Duc) ainsi que d'autres mercenaires, géants, trolls, dragons et sorcières. Sans oublier il y a des anachronismes parfois. 
Durant la deuxième saison, les Aventuriers trouvent le cristal de Gawayn, mais alors que Fériel lance le sort pour que Gwendoline retrouve sa taille initiale, Roderick, impatient d'embrasser sa bien-aimée, bouscule Fériel et brise le cristal. Désormais, la princesse change de taille selon ses émotions : petite taille en déprimant, taille normale en restant calme ou joyeuse, et taille géante sous l'effet de la colère. Mais le pire est que le Grand livre de magie, fatigué des mauvais traitements dont il est victime, décide de s'enfuir. Les Aventuriers se lancent dans une course poursuite contre le Duc et les autres méchants pour récupérer le livre et briser le sort de Gwendoline.

## Fiche technique
- Titre : Gawayn
- Création : Jan Van Rijsselberge
- Réalisation : Luc Vinciguerra (saison 1), Christophe Pittet (saison 2)
- Direction artistique : Richard Despres
- Montage : Julie Sellier
- Musique : Hans Helewaut
- Production associée : Jérémie Fajner, Marc Gabizon et Youlan Zhu (saison 1), Jesse Prupas, Julia Muentefering, Daina Sacco et Sybille Ktorza Bernheim (saison 2)
- Production déléguée : Eve Baron, Christian Davin et Clément Calvet (saison 1), Pierre Belaïsch et Michael Prupas (saison 2) Patrick Loubert Michael Hirsh et Clive A. Smith
- Production exécutive : Jean-Pierre Quenet, Voyelle Acker et Lucia Bolzoni (saison 1), Justine Huyhn Van Phuong, Chantal Page et Heath Kenny (saison 2)
- Sociétés de production : Gaumont Animation, Mondo TV (saison 1), France 3 (saison 1), Rai (saison 1), RTBF (saison 1), RTP, SSR/TSR (saison 1), Muse Entertainment (saison 2) et Eurovision Animation et Nelvana Ltd (saison 1 et saison 2)
- Pays d'origine :  France,  Italie (saison 1),  Belgique (saison 1),  Portugal,  Suisse (saison 1),  Canada (saison 2)
- Genre : série d'animation
- Durée : 13 minutes

## Distribution
- Christophe Hespel : Sir Roderick
- Dominique Wagner : la princesse Gwendoline
- Laëtitia Liénart : Fériel
- David Scarpuzza : William
- Cathy Boquet : Xiao Long
- Mathieu Moreau : le Duc
- Emmanuel Liénart : Rex
- Gauthier de Fauconval : voix additionnelles

## Épisodes

### Première saison
1. Le pont des castors
2. Peut mieux faire
3. Une poupée pour la princesse
4. Le cuistot dingue
5. Permis de chevalerie
6. Des escargots tout chauds
7. Voyage au cœur du dragon
8. Recherche nouvelle équipe désespérément
9. Princesse Rodericka
10. Aventures au pays des rêves
11. Le roi de la joute
12. Un mariage d'enfer
13. Embarquement immédiat
14. Philibert de Vinci
15. Et la roue tourne
16. Enquête de quête
17. L'épée de joie
18. Un amour d'armure
19. La malédiction
20. Le très méchant chevalier
21. L'habit ne fait pas le moine
22. Les fées féroces
23. Bob Bob le magicien
24. Tous à bord !
25. Attachez vos ceintures
26. Mec, elle est où ma gwenmobile ?
27. Monsieur Pantalon
28. Le dupe du Duc
29. La forêt des tuiles
30. Le secret de Roderick
31. Rex l'aventurier
32. Les sorcières de Zarbiville
33. Les mauvaises nouvelles vont vite
34. M comme méchant !
35. Une idée de génie !
36. Château thalasso
37. Chevalier à louer
38. Une larme en or
39. La force de l'oignon
40. Le bon vieux temps
41. La maison de poupées
42. On vous espionne
43. Sculpture culte
44. Mon nom est Pond
45. Catastrophes en série
46. La bibliothèque d'enfer
47. Question pour un diamant
48. Un ogre en vaut deux
49. Le labyrinthe
50. Lapin incognito
51. La mémoire qui flanche, première partie
52. La mémoire qui flanche, deuxième partie

### Deuxième saison
1. Roderick superstar
2. Duc oui Duc
3. Xiao quitte l'aventure
4. Docteur Roderick
5. Le congrès des animaux
6. Bisou ou pas bisou
7. Format super extra large
8. La folie des courses
9. Tous aux fourneaux !
10. Le mariage du siècle
11. Une princesse de rêve
12. Les éco-aventuriers
13. Excès de vitesse / La championne de France
14. Le meilleur ami de Roderick
15. Grand-Père court-circuité
16. Capitaine Roderick
17. Les fruits de la jeunesse
18. Il faut sauver Griselda
19. Les extra-terrestres sont parmi nous
20. Le grand match de splotchball
21. Coin-coin
22. Les super aventuriers
23. La nuit au château
24. Retour à l'école
25. À tout prix !
26. L'abominable nounours
27. Des aventuriers dernière génération
28. Sandwich et salade
29. Deuxième chance
30. Bras de fer
31. Le sac à main
32. Diviser pour régner
33. Le nouvel empereur des méchants
34. Echange maison contre grand livre
35. Qui sera la nouvelle vedette ?
36. Lapingrad
37. Une purée un peu spéciale
38. Faux et usage de faux
39. Voyage dans le temps
40. La mama du Duc
41. Le fan
42. Les aventuriers mènent le bal
43. Trou noir
44. Le grand livre est malade
45. Le plus beau jour de sa vie
46. Le sixième aventurier
47. La championne de catch
48. Fais de beaux rêves
49. Un vrai conte de fées
50. L'île paradisiaque
51. Oh vieillesse ennemie !
52. La fête foraine